# رینام سنتر (ماساچوست)
رینام سنتر (به انگلیسی: Raynham Center) یک منطقهٔ مسکونی در ایالات متحده آمریکا است که در شهرستان بریستول، ماساچوست واقع شده‌است. رینام سنتر ۱۱٫۳ کیلومتر مربع مساحت و ۴٬۱۰۰ نفر جمعیت دارد و ۱۲ متر بالاتر از سطح دریا واقع شده‌است.